# Antares Vázquez Alatorre
 (juin 2023).
Antares Vázquez Alatorre, née le 5 juin 1964 à Minneapolis (Minnesota), est une dermatologue et femme politique mexicaine, sénatrice depuis le 1er septembre 2018.
Elle rejoint MORENA dès sa création en 2014. Elle est pré-candidate pour la fonction de gouverneur de Guanajuato en 2015. En 2018, elle est élue sénatrice avec MORENA.

## Biographie

### Parcours académique
Antares Vázquez Alatorre est née le  5 juin 1964 à Minneapolis, dans le Minnesota, aux États-Unis. Elle étudie la médecine à l'université La Salle (es) et se spécialise en dermatologie et cryochirurgie à l'Hôpital général de Mexico (es).
Elle est titulaire d'une maîtrise en éducation, formation des enseignants, de l'Université de la Salle Bajío et d'un doctorat en innovation éducative du Tecnológico de Monterrey. 

### Parcours professionnel
En plus de son travail en tant que dermatologue, elle a également été professeur au lycée, niveau baccalauréat, maîtrise et doctorat sur le campus de l'ITESM León, à l'Universidad De La Salle Bajío, à l'Universidad del Valle de Atemajac et à l'Universidad Tecnológica de León, enseignant dans la biologie, l'enseignement et la recherche.
Elle a été présidente d'Adonai Fuente de Vida AC, une organisation à but non lucratif dédiée à la prise en charge de l'apprentissage des enfants et à la construction d'un capital social. Elle a également été membre de Patria 12 AC, qui se consacre à la sensibilisation politique et à la dénonciation des actes de corruption.

### Parcours politique

#### Candidat à la députation et pré-candidate en tant que gouverneur de Guanajuato
Antares Vázquez est une membre fondatrice du Mouvement de régénération nationale. Lors des élections de 2015, elle est candidate du district n°5 de l'État de Guanajuato.
En 2017, elle est nommée coordinatrice d'État de Morena à Guanajuato,.
En février 2018, elle est sélectionnée comme pré-candidate au poste de gouverneur de Guanajuato par la coalition Juntos Haremos Historia.
En mars 2018, un sondage lui est défavorable et elle cède sa place. L'ancien maire de Léon et député Ricardo Sheffield (es) a assumé la candidature. En échange, le Comité exécutif de Morena a accepté de la présenter au Sénat sur la liste nationale et la nomme coordinatrice de la campagne d'AMLO à Guanajuato,.

#### Sénatrice de MORENA
Lors des élections fédérales de 2018, elle est nommée sénatrice à la première place sur la liste nationale du Sénat pour MORENA.
En tant que sénatrice, elle est secrétaire du Sénat et de la commission des relations extérieures, de l'Amérique latine et des Caraïbes. Elle est présidente de la commission de l'éducation. Elle est également membre des commissions sur les droits de l'homme, la santé et la science et la technologie.
En juin 2023, lors du processus interne de Morena qui doit désigner le successeur d'AMLO pour 2024, elle soutient Claudia Sheinbaum.